# Günther Grabbert
Günther Grabbert  (Schwerin, 15 de janeiro de 1931 - Leipzig, 15 de dezembro de 2010) foi um ator alemão.

## Filmografia
- 1962: Beschreibung eines Sommers
- 1964: Der geteilte Himmel
- 1967: Das Mädchen auf dem Brett
- 1973: Das unsichtbare Visier
- 1974: Johannes Kepler
- 1974: …verdammt, ich bin erwachsen
- 1976: Die Lindstedts (Fernsehserie)
- 1978: Achillesferse
- 1980: Die Stunde der Töchter
- 1983: Polizeiruf 110 – Der Selbstbetrug
- 1985–1988: Zahn um Zahn
- 1985: Polizeiruf 110 – Traum des Vergessens
- 1988: Rapunzel oder der Zauber der Tränen
- 1993: Zirri – Das Wolkenschaf
- 1995: Eine Frau wird gejagt
- 1998: Polizeiruf 110 – Live in den Tod
- 2004: Sehnsucht nach Liebe